# Троллинг (рыбная ловля)
Троллинг — метод рыбной ловли с движущегося моторизованного плавсредства (лодка, катер). 
Аналогичный вид ловли с вёсельного судна (лодки, судна) называется «Дорога», «Дорожка», Большая уда. Ловить рыбу «дорожкою», становою удою — Доро́жить.
Троллинг применяется для ловли морских (тунец, марлин) и пресноводных (щука, судак, сом) хищных рыб. В качестве приманки чаще всего применяются искусственные приманки, реже - натуральные (рыба на специальной снасточке). Ещё недавно троллинг считался незаконным видом ловли в ряде регионов Волжско-Каспийского бассейна. В некоторых регионах был ограничен двумя приманками на одном плавсредстве (реки Азово-Черноморского рыбохозяйственного бассейна).
Согласно новым федеральным правилам любительского и спортивного рыболовства Российской Федерации, троллинг является вполне законным видом ловли рыбы, хотя старые ограничения остались — две приманки на одно плавсредство.

## Метод
Суть метода заключается в осуществлении проводки приманки путём её буксирования с помощью моторной лодки или катера. На специально оборудованном катере может быть установлено около десятка троллинговых удилищ, каждое из которых контролирует отдельную приманку. Для заглубления или отвода приманок от катера используются дополнительное оборудование — аутриггеры (outrigger) и даунриггеры (downrigger). Держатели удилищ (holder) служат для стационарной установки удилищ.
В морском троллинге используют мощнейшие удилища и крепкие мультипликаторные катушки специального класса. Лесоёмкость последних — до километра монолески диаметром 4 мм. Это вполне оправдано, так как целью морского троллинга являются крупные пелагические хищники (марлин, тунец и др.) весом до 600 кг. Наиболее часто применяемые приманки — воблеры и октопусы. Для их дополнительного заглубления применяют специальные устройства — синкеры (sinker).
В пресноводном троллинге требования к удилищам и катушкам не столь суровы. Наиболее применимы мультипликаторные катушки и спиннинги общего назначения тестом от 15 до 60 гр. Снасть должна быть рассчитана на высокие ударные нагрузки, так как приманкой чаще всего является воблер с высоким лобовым сопротивлением, а добычей могут стать сом или лосось.
Учитывая вес добычи, для троллинга сома лучше всего подходят бортовые удилища для отвесной морской ловли (Boat-класс) длиной около 2 м и тестом по леске (line weight) 15—25 кг, катушки PENN лёгкого морского класса. Также следует учитывать значительное лобовое сопротивление глубоководных воблеров, применяемых в этом виде ловли.
Для троллинга крупных лососёвых рыб лучше подходят более лёгкие и надёжные стеклопластиковые удилища и катушки 4000 класса (Shimano).
В любом случае, при выборе снасти учитываются: скорость лодки, усилие хищника, атакующего приманку, возможные зацепы приманки при проводке. Наиболее часто применяемые приманки — воблеры с определённой глубиной погружения. Для дополнительного заглубления приманки часто применяется даунриггер (downrigger) или небольшой синкер (sinker). Для отвода приманки в стороны от корпуса лодки применяются планёры (planer).

## Места ловли
Открытые водные просторы: океаны, моря, озёра, водохранилища, крупные и полноводные реки.

## Снасти
- Приманки — глубоководные воблеры с большой лопастью.
- Специальные троллиноговые удилища с возможностью крепления их на плавательном средстве.
- Держатели удилищ.
- Мультипликаторные или безынерционные катушки с упрощённой системой отпуска лески, более широким барабаном и улучшенной системой стравливания лески.
- Специальные средства — лопасти, так называемые планёры, прикрепляемые к леске и опускаемые в воду. Они предназначены для отвода приманки от лодки с целью увеличения охвата водной поверхности и снижения риска спутывания нескольких приманок.
- Дополнительные приспособления, например, даунриггер для изменения глубины погружения приманки.
- Эхолоты и сонары для промера глубин и обнаружения рыбы.